# Domenico-Cesare Franceschetti
Pour les articles homonymes, voir Franceschetti.
Domenico-Cesare Franceschetti, né le 8 mars 1776 à Brando et mort le 27 décembre 1835 à Vescovato
,, est un général français au service du roi de Naples Joachim Murat.

## Biographie
Domenico-Cesare Franceschetti rallia le mouvement républicain français et fut nommé commandant de la milice nationale de Bastia. En 1805, à la tête d’une compagnie formée avec ses compatriotes, il se mit au service de Joachim Murat. Franceschetti devint aide-de-camp du Roi de Naples qui le nomma général. Il suivit son monarque lors de sa trahison contre la France (16 janvier 1814) et dans sa prise d’armes contre les autrichiens (31 mars 1815). Après la défaite de Murat, Domenico-Cesare Franceschetti  accompagna la reine Caroline Bonaparte à Toulon puis regagna la Corse. Franceschetti fut grièvement blessé lors d’un débarquement en Italie, la dernière folie de Murat. Épuisé, il se rend aux autorités de Cosenza. Murat fusillé, le roi français Ferdinand épargne Franceschetti en raison de son courage et de sa conduite. Libéré, il fut même confirmé au grade de colonel.
On a de lui des Mémoires sur les événements qui ont précédé la mort du roi Joachim Ier (1826, in-8º), supplément aux Mémoires ou Réponse à M. Napoléon-Louis Bonaparte (I829, in-8º).